# Хошун-Узур
Хошу́н-Узу́р (бур. Хошуун Yзүүр) — улус в Мухоршибирском районе Бурятии. Административный центр сельского поселения «Хошун-Узурское».

## География
Улус расположен в 30 км к северо-западу от села Мухоршибирь, в полукилометре восточнее федеральной автомагистрали Р258 «Байкал», на левом берегу речки Барка, в начале автодороги местного значения Хошун-Узур — Никольск.

## Население
| 2002 | 2010 |
| ---- | ---- |
| 441  | ↗500 |

## Инфраструктура
Средняя общеобразовательная школа, врачебная амбулатория, реабилитационный центр для несовершеннолетних.

## Уроженцы села
- Семёнов, Бато Цырендондокович — российский бурятский политик, депутат Народного Хурала Республики Бурятия I, II и IV созывов, депутат Государственной думы Российской Федерации III созыва[3].